# 오다역 (구마모토현)
오다역(일본어: 網田駅)은 일본 구마모토현 우토시에 위치한 규슈 여객철도 미스미 선의 철도역이다. 상대식 승강장 2면 2선의 구조를 갖춘 지상역이다.

## 타는 곳
| 1 | ■ 미스미 선 | (상행) | 우토 · 구마모토 방면 |
| 2 | ■ 미스미 선 | (상행) | 미스미 방면          |

## 역 주변
- 우토 시청 오다 지소
- 오코시키 해수욕장

## 역사
- 1899년 12월 25일 : 규슈 철도(초대)가 개설.
- 1907년 7월 1일 : 규슈 철도(초대)가 국유화되어, 일본 제국 철도청이 소관.
- 1987년 4월 1일 : 일본국유철도 분할 민영화에 의해, 규슈 여객철도가 승계.
- 2012년 12월 5일 : 우토 시가 규슈 여객철도로부터 역사 및 화장실을 구입.

## 인접 역
| 규슈 여객철도 미스미 선 | 규슈 여객철도 미스미 선 | 규슈 여객철도 미스미 선 |
| ----------------------- | ----------------------- | ----------------------- |
| 히고나가하마 우토 방면  | ■ 미스미 선             | 아카세 미스미 방면      |